# 碘酸铀酰
碘酸铀酰是一种无机化合物，化学式为UO2(IO3)2，它可由热的或酸化的硝酸铀酰和碘酸钾在溶液中反应制得；它也可由二氧化铀和碘酸在水热条件下反应得到。它在γ射线（60Co）照射下产生碘单质而使其颜色变为棕色。